# Android 12
Android 12 (tên mã nội bộ là Snow Cone) là phiên bản chính thứ 12 và là phiên bản thứ 19 của hệ điều hành di động Android, được phát triển bởi Open Handset Alliance, dẫn đầu là Google. Bản xem trước dành cho nhà phát triển đầu tiên được phát hành vào ngày 18 tháng 2 năm 2021. Android 12 được ra mắt chính thức vào ngày 4 tháng 10 năm 2021.

## Lịch sử
Android 12 là phiên bản đầu tiên bị tiết lộ gần như chính xác toàn bộ giao diện và các tính năng của phiên bản hoàn chỉnh, và bị tiết lộ trước ngày ra mắt phiên bản xem trước. Android 12 đã được công bố trong một bài đăng trên blog Android vào ngày 18 tháng 2 năm 2021. Bản xem trước dành cho nhà phát triển đã được phát hành ngay lập tức, với bản phát hành beta được lên kế hoạch vào tháng 5 năm 2021 và phiên bản sẵn sàng chung được lên kế hoạch vào tháng 9 hoặc tháng 10 năm 2021 do Google vẫn đang phải sắp xếp lịch ra mắt Android 12 cùng với series Google Pixel 6 mới nhất của họ.

## Tính năng
- Chia sẻ Wi-Fi dễ dàng hơn.
- Hỗ trợ hình ảnh AVIF[7].
- Giao diện người dùng Android 12.

Biểu tượng chính thức dành cho Android 12

- Thiết kế Material Design 3[8] (Material You).
- Mô-đun Android Runtime (ART) được thêm vào các thành phần hệ điều hành cốt lõi có thể cập nhật thông qua Google Play, bổ sung chức năng cho các mô-đun hiện có.
- Bảo mật máy ảnh và micro[9].
- Chụp màn hình cuộn.
- Tính năng Appsearch
- Tính năng tự động xoay dựa trên khuôn mặt
- Phát triển bảng điều khiển trò chơi mới và chế độ chơi game API
- Android 12 có tính năng mới cho phép chơi game khi đang tải xuống